# Camutanga
Camutanga é um município brasileiro do Estado de Pernambuco. O município é formado pelo distrito sede e pelos Engenhos Santo Antônio, Paraíso e pelo povoado da Usina Central Olho D'Água.

## História
O nome do município é de origem indígena e significa uma espécie de Vespa ou Papagaio de várias cores. Seus primeiros habitantes também chamavam a região de Caanga que quer dizer casa de marimbondos.
Em 1911 a povoação de Ferreiros era sede do distrito de Ferreiros e pertencia ao município de Itambé. Posteriormente a sede do distrito foi transferido para Camutanga. Em 1933 o distrito passa a chamar-se Camutanga. Em 1963, o distrito de Camutanga, passou a constituir município autônomo, com a sua sede elevada à categoria de cidade, de acordo com a Lei Estadual nº 4.940, de 20 de dezembro. A instalação do município ocorreu em 8 de março de 1964. Camutanga é uma das menores cidades de Pernambuco.

## Geografia
Localiza-se a uma latitude 07º24'25" sul e a uma longitude 35º16'28" oeste, estando a uma altitude de 98 metros. Sua população estimada em 2010 era de 8.147 habitantes. Possui uma área de 38,869 km².